# El Campello
El Campello är en ort i Spanien.   Den ligger i provinsen Provincia de Alicante och regionen Valencia, i den sydöstra delen av landet, 400 km sydost om huvudstaden Madrid. El Campello ligger 24 meter över havet och antalet invånare är 26 511.
Terrängen runt El Campello är platt åt sydväst, men norrut är den kuperad. Havet är nära El Campello åt sydost.  Närmaste större samhälle är Alicante, 11,8 km sydväst om El Campello. 